# Robert Hauret
Robert Hauret, né le 3 février 1922 à Paimbœuf (Loire-Atlantique) et mort le 1er septembre 2009 à Saumur (Maine-et-Loire), est un homme politique français.

## Mandats
- 9 décembre 1958 - 1er avril 1973 : Député de la Quatrième circonscription de Maine-et-Loire